# Sainte-Anne (Guadeloupe)
Pour les articles homonymes, voir Sainte-Anne.
Ne doit pas être confondu avec Sainte-Anne (Martinique).
Sainte-Anne (en créole guadeloupéen : Sentann’) est une commune française, située dans le département de la Guadeloupe. Ses habitants sont appelés les Saintannais(es).

## Géographie

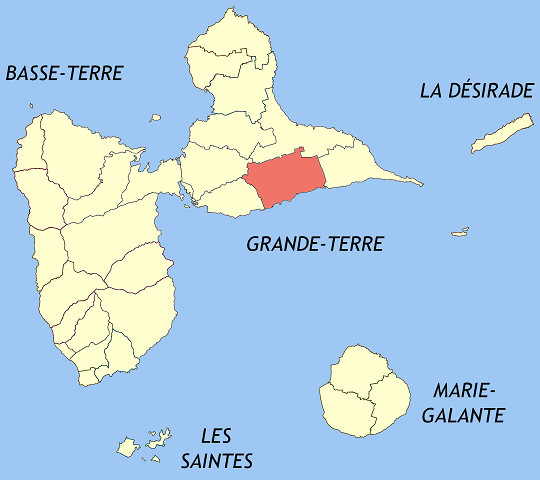
En rouge le territoire communal de Sainte-Anne.

### Localisation
S'étendant sur 80,3 km2 de superficie totale, la commune de Sainte-Anne est située au milieu de la côte sud de Grande-Terre depuis la pointe de la Morne Jacques à la pointe du Helleux. Ses plages sont partiellement protégées des courants de l'océan Atlantique par une barrière de corail.
| Les Abymes |                  | Le Moule       |
| Le Gosier  | Sainte-Anne      | Saint-François |
|            | Océan Atlantique |                |

### Climat
Le climat y est de type tropical.

## Urbanisme

### Typologie
Sainte-Anne est une commune urbaine, car elle fait partie des communes denses ou de densité intermédiaire, au sens de la grille communale de densité de l'Insee,,,. Elle appartient à l'unité urbaine de Pointe-à-Pitre-Les Abymes, une agglomération intra-départementale regroupant 11 communes et 252 132 habitants en 2022, dont elle est une commune de la banlieue,.
Par ailleurs la commune fait partie de l'aire d'attraction des Abymes, dont elle est une commune de la couronne. Cette aire, qui regroupe 18 communes, est catégorisée dans les aires de 200 000 à moins de 700 000 habitants,.
La commune, bordée par l'Océan Atlantique au sud, est également une commune littorale au sens de la loi du 3 janvier 1986, dite loi littoral. Des dispositions spécifiques d’urbanisme s’y appliquent dès lors afin de préserver les espaces naturels, les sites, les paysages et l’équilibre écologique du littoral, par exemple le principe d'inconstructibilité, en dehors des espaces urbanisés, sur la bande littorale des 100 mètres, ou plus si le plan local d’urbanisme le prévoit,.
L'anse à Éblain marque la limite officielle du territoire de la commune avec celle du Gosier.

### Lieux-dits, hameaux et écarts
La commune est composée d'une bourgade principale ainsi que de plusieurs hameaux et lieux-dits que sont : Bambo, Barrote, Belle-Place, Bérard, Bois-Jolan, Bois-Lomard, Burat, Calvaire, Cambourg, Castaing, Cavanière, Châteaubrun, Cinq-Étangs, Courcelles, Delair, Deshauteurs, Douville, Dupré, Durivage, Eucher, Fond-Thézan, Fouché, French, Gaillard-Bois, Galbas, Gentilly, Germain, Gissac, Grand-Fonds, Le Helleux, Lamarre, Louisiane, Marly, Maudette, Montmain, Moringlane, Morne-Tricolore, Pavillon, Poirier, Richeplaine, Richer, Saint-Paul, Saint-Protais, Sainte-Rose, Seo, Surgy, Valette, Vallerah, Visca.

## Histoire
Pour un article plus général, voir Histoire de la Guadeloupe.
La fondation de Sainte-Anne date de l'établissement de sa paroisse éponyme en 1691. La ville est détruite durant la Guerre de Sept Ans par les Anglais, ce qui lui fait perdre la fonction de chef-lieu de la Grande-Terre au profit de Pointe-à-Pitre. Avec la croissance économique (exportation du sucre et du rhum), le port de Sainte-Anne devient tout de même le siège de l'Amirauté au XVIIIe siècle et la commune est administrativement établie à la fin des années 1830. Durant la période 1794-1802, la commune prend le nom de Fraternité après l'abolition de l'esclavage décidée par la Convention nationale.
Au début du XXe siècle, la commune comptait encore trente-quatre sucreries. À partir des années 1960, l'activité économique se réoriente vers le tourisme.

## Politique et administration

### Rattachements administratifs et électoraux
Sainte-Anne appartient à l’arrondissement de Pointe-à-Pitre et le territoire de la commune couvre deux cantons depuis le redécoupage cantonal de 2014: canton de Sainte-Anne (bureau centralisateur) et canton de Saint-François (partiellement).
Avant cette date, elle était divisée en deux cantons :
- Sainte-Anne-1
- Sainte-Anne-2

Pour l'élection des députés, Sainte-Anne fait partie depuis 1988 de la deuxième circonscription de la Guadeloupe.

### Intercommunalité
La commune de Sainte-Anne fait partie de la communauté d'agglomération La Riviéra du Levant, depuis sa création en 2014, dans laquelle elle est représentée par quinze conseillers.

## Population et société

### Démographie
L'évolution du nombre d'habitants est connue à travers les recensements de la population effectués dans la commune depuis 1961, premier recensement postérieur à la départementalisation de 1946. À partir de 2006, les populations de référence des communes sont publiées annuellement par l'Insee. Le recensement repose désormais sur une collecte d'information annuelle, concernant successivement tous les territoires communaux au cours d'une période de cinq ans. Pour les communes de plus de 10 000 habitants les recensements ont lieu chaque année à la suite d'une enquête par sondage auprès d'un échantillon d'adresses représentant 8 % de leurs logements, contrairement aux autres communes qui ont un recensement réel tous les cinq ans,.

En 2022, la commune comptait 24 415 habitants, en évolution de +0,7 % par rapport à 2016 (Guadeloupe : −2,67 %, France hors Mayotte : +2,11 %).
| 1961   | 1967   | 1974   | 1982   | 1990   | 1999   | 2006   | 2011   | 2016   |
| ------ | ------ | ------ | ------ | ------ | ------ | ------ | ------ | ------ |
| 12 481 | 13 435 | 13 785 | 13 826 | 16 934 | 20 410 | 23 073 | 24 346 | 24 245 |

| 2021   | 2022   | - | - | - | - | - | - | - |
| ------ | ------ | - | - | - | - | - | - | - |
| 24 281 | 24 415 | - | - | - | - | - | - | - |

### Enseignement
Comme toutes les communes de l'archipel de la Guadeloupe, Sainte-Anne est rattachée à l'Académie de la Guadeloupe. La ville possède sur son territoire huit écoles maternelles (Grands-fonds, Marcelle-Borifax, Maudette, Paul-Lacavé, Richeplaine, Saturnin-Palmier, Urbino-Camprasse et du Succès) et neuf écoles primaires (Albert-Lazare, Bourg 1–Ginette-Maragnès et Bourg 2–Lucie-Calendrier, Deshauteurs, Florent-Donnat, Poirier-Chateaubrun, Rigobert-Anzala, Victor-Valier et du Succès).
En ce qui concerne l'enseignement secondaire, la ville accueille trois collèges, Olympe-Rame-de-Corbin, Eugène-Yssap et du Succès, et le lycée d'enseignement général et technologique Yves-Leborgne.
L'école et collège du Succès relève de l'enseignement privé.

### Sports et loisirs
Les équipements sportifs de la ville sont le stade municipal de Valette à Sainte-Anne, le gymnase Sully-Barny, des courts de tennis, une piscine municipale et un site d'activités nautiques (centre de voile régional, surf). Ils accueillent les activités des clubs sportifs de :
- Association sportive et générale Juventus, football
- L'Intrépide de Sainte-Anne, football et handball
- Le Cactus de Sainte-Anne, football
- Vélo club saintannais (VCS), cyclisme

#### Plages
- la plage de la Caravelle, à la pointe de l'Accul, se trouve hors du bourg est bordée de cocotiers (le club Méditerranée y est présent),
- la plage du Bourg réputée pour des retrouvailles familiales le week-end,
- la plage de Bois-Jolan aux eaux de couleur vert émeraude est ceinturée par la barrière de corail,
- la plage de Gros Sable (spot de surf). Située dans le secteur du Helleux, la houle y est forte et la baignade non surveillée.

## Économie
L'activité économique de la commune est principalement basée sur le tourisme et l'agriculture. Plusieurs hôtels (dont deux quatre étoiles), et un port de pêche assurent une activité touristique qui reste le principal bassin d'emploi de Sainte-Anne. Le club Méditerranée et le village Pierre et Vacances sont situés à Sainte-Anne. En janvier 2015 a ouvert, Karukera Land, un parc de loisirs qui s'étend sur 4 hectares, comprenant jardin, zoo et des jeux aquatiques.
La culture de la canne à sucre est pratiquée dans la partie plane de la commune tandis que des cultures vivrières et maraîchères sont présentes dans la zone vallonnée des Grands Fonds.

## Culture et patrimoine

### Lieux et monuments
Comme dans de nombreuses communes de l'archipel, un buste de Victor Schœlcher, député abolitionniste, est présent sur la place de l'église. En 2002, le mémorial Nèg mawon (honorant le marronnage des hommes refusant de se soumettre à l'esclavage) est inauguré à l'occasion du bicentenaire de la rébellion de 1802, date du rétablissement de l'esclavage par Napoléon. Il est l'œuvre du Guadeloupéen Jocelyn Pezeron avec la collaboration des jeunes de Sainte-Anne.
- L'église paroissiale de Sainte-Anne, reconstruite en 1933 sur la place Schœlcher, est l'œuvre de l'architecte Ali Tur[24] ; son clocher est rénové en 2021[25]. Elle est inscrite à l'Inventaire général du patrimoine culturel[24]. L'église est dédiée à sainte Anne.
- Le Monument aux morts de la place Schœlcher, datant de 1949, est quant à lui l'œuvre du sculpteur Gilbert Privat[26] ; il est inscrit aux Monuments historiques depuis 2018[27].
- L'Habitation-sucrerie Gissac dont il ne reste que le moulin à vent, inscrite aux Monuments historiques depuis 2009.

### Personnalités liées à la commune
- Blaise Aldo, ancien maire de Sainte-Anne
- Évremond de Bérard, né à Sainte-Anne
- Eugène Graëve, ancien maire Sainte-Anne
- Guillaume Guillon Lethière, peintre né à Sainte-Anne
- Matt Houston, chanteur né à Sainte-Anne
- Hégésippe Ibéné, ancien maire de Sainte-Anne
- Jacques Fred Petrus, producteur musical, né à Sainte-Anne
- Misié Sadik, chanteur originaire de la commune
- Maurice Satineau, ancien maire de Sainte-Anne
- Marius Trésor, footballeur né à Sainte-Anne